# 黃偉軒
黃偉軒（1991年11月30日—）是台灣區塊鏈與加密貨幣產業企業家，目前為 Steaker 數位資產管理平台創辦人暨執行長、去中心化跨鏈聚合器 XY Finance 創辦人。

## 生平
2014 年就讀台大資工系期間購入比特幣，發掘區塊鏈與加密貨幣產業的潛力，開始進行以太幣挖礦以及相關研究；2015 年就讀台大資訊工程暨網路媒體研究所，主要進行分散式運算、共識機制的開發研究，以及加密貨幣錢包的開發，並舉辦台大黑客松，亦曾參與中華民國中央銀行票據交換所清算業務的區塊鏈 PoC（Proof-of-Concept）。
2017 年碩士畢業後，黃偉軒曾擔任Yahoo奇摩軟體工程師；後續加入秘銀科技，並於 2018 年擔任副總裁。曾參與以太坊第二層功能的擴展與開發，且獲得 ETH Grant。
2019 年創辦 Steaker，並在兩年之內帶領團隊創造相當於 5,500 萬美元的資產管理規模，並於 2020 年 10 月入選 AppWorks 第 20 期新創加速器。
2021 年，榮獲 Tatler Taiwan 雜誌評選為 Generation T 亞洲未來的新銳先鋒。 

## 法律爭議
2022年，黃偉軒創辦之數位資產管理平台 Steaker（思帝科公司）因涉嫌違反《銀行法》與《洗錢防制法》，遭台北地檢署調查。
2025年4月11日，台北地檢署正式起訴黃偉軒及 Steaker 經營團隊，指控其涉嫌非法吸收資金達新台幣14.8億元。然而，起訴內容並未涵蓋詐欺、侵占、背信等刑責。
對此，黃偉軒表示，Steaker 平台自創立以來即與法律顧問密切合作，並依照主管機關要求設置實名認證（KYC）及反洗錢防制機制。針對資產混用的指控，公司表示其使用之子帳戶（如 ENTRYONLY）為用戶入金所設，並未涉及資金混淆或掩飾金流。黃偉軒公開強調，其在調查期間主動提供加密貨幣資產並配合檢調調查，並強調 Steaker 並未向用戶收取法定貨幣，亦未發行自有代幣，其平台運作模式與傳統虛擬資產吸金案件有重大差異。
Steaker 於 FTX 交易所破產事件後啟動「拂曉計畫」補償用戶，截至2025年4月已累計超過86%用戶參與補償。該公司自2023年4月28日起已停止所有新業務申辦，包括產品申購與新用戶註冊，惟仍維持平台提領功能。Steaker 對起訴結果表示遺憾，並強調將於後續審理中積極釐清法律爭議，期望案件能促進虛擬通貨產業的法律透明與制度健全。

## 评价
台灣區塊鏈媒體動區動趨將其列為「區塊鏈產業最有影響力的意見領袖」之一，並受邀擔任 2020 台北金融博覽會財經論壇的講者，與前金管會主委王儷玲、MaiCoin 集團執行長暨共同創辦人劉世偉同台，發表對於加密金融產業的趨勢洞察。

## 言论
黃偉軒认为，比特幣為加密金融帶來的第一個突破是實現「價值轉移」，并对以太坊上去中心化金融領域（DeFi）大加赞赏。

## 外部連結
- 黃偉軒在《數位時代》的專欄 （页面存档备份，存于）
- 黃偉軒在《動區動趨》的專欄 （页面存档备份，存于）